# Trio II
Trio II er det andet album i samarbejdet mellem de amerikanske sangere og sangskrivere Emmylou Harris, Linda Ronstadt, and Dolly Parton.
11 år efter udgivelsen af deres første album, Trio, som vandt mange gange platin og en grammy, vendte country supergruppen tilbage med et nyt album i samme ånd. Albummet nåede top fem på Billboards Country hitliste så vel som en placering som nummer 62 på Billboards samlede liste.
Sangene var egentlig indspillet i 1994 af Parton, Ronstadt and Harris, men uoverensstemmelser mellem deres respektive pladeselskaber og problemer med at få de tre travle kvinders koncertkalendere til at passe sammen forhindrede albummets udgivelse. Imidlertid remixede Ronstadt i 1995 fem af de ti numre (dog uden Partons vokal) og inkluderede dem på sit album Feels Like Home. De fem numre var "Lover's Return", "High Sierra", en coverversion af Neil Youngs "After the Gold Rush" (med Valerie Carter), "The Blue Train" (et top 40 solo hit for Ronstadt), og titelsangen fra Ronstadts album, Randy Newman-kompositionen "Feels Like Home". I 1999 (efter Parton og Harris havde forladt deres respektive pladeselskaber), bestemte de sig til sidst for at udgive albummet, som det oprindeligt var indspillet. Selvom det ikke indeholdt nogen hit singler (amerikanske mainstream countryradiostationer havde for længe siden droppet de fleste artister, som nærmede sig de 50 år fra deres playlister i de sene 1990'ere), blev det tildelt guld af RIAA, og vandt trioen endnu en Grammy i 2000.
Da det viste sig umuligt af finde tid i kalenderen til at få taget billeder til albummet, valgte man at bruge barndomsbilleder af Harris, Parton and Ronstadt til coveret. Det var dog muligt for dem at samles til en kort promotion tour i det tidlige 1999, og i januar filme en musikvideo til "After the Gold Rush" i den smukke synagoge i New York City.
Nummeret "Softly & Tenderly" blev også indspillet til albummet, men blev udeladt. Den kom med på Emmalou Harris' boxset "Songbird: Rare Tracks and Forgotten Gems" fra 2007.

## Oversigt over numre
1. "Lover's Return" (A.P. Carter, Maybelle Carter, Sara Carter) – 4:00
2. "High Sierra" (Harley Allen) – 4:21
3. "Do I Ever Cross Your Mind?" (Dolly Parton) – 3:16
4. "After the Gold Rush" (Neil Young) – 3:31
5. "The Blue Train" (Jennifer Kimball, Tom Kimmel) – 4:57
6. "I Feel the Blues Movin' In" (Del McCoury) – 4:31
7. "You'll Never Be the Sun" (Donagh Long) – 4:43
8. "He Rode All the Way to Texas" (John Starling) – 3:07
9. "Feels Like Home" (Randy Newman) – 4:47
10. "When We're Gone, Long Gone" (Kieran Kane, James Paul O'Hara) – 4:00